# Минреп

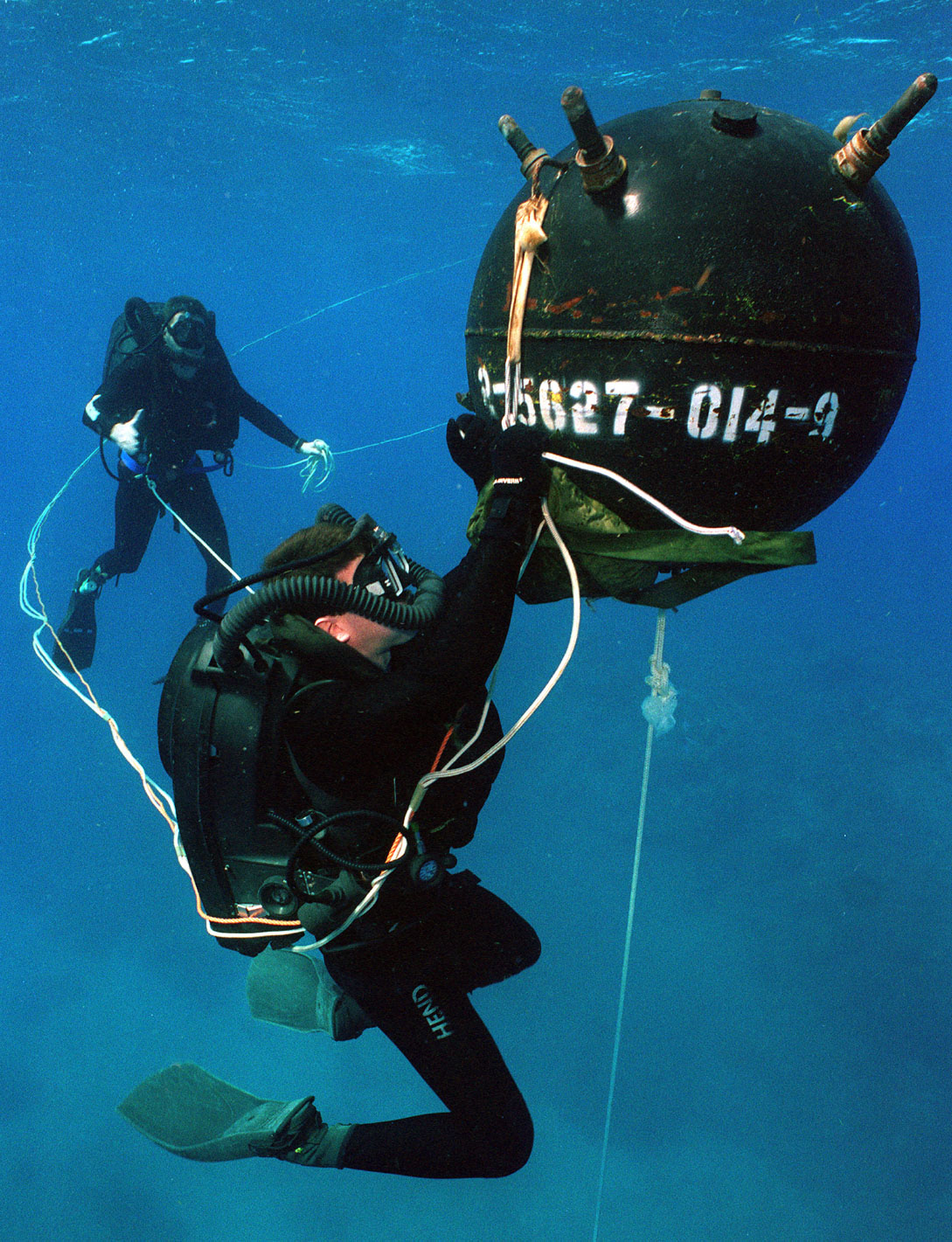
Тренировка по обезвреживанию учебной морской мины в армии США. Виден идущий от мины натянутый минреп.

Минре́п — стальной, пеньковый или капроновый трос или цепь для крепления якорной морской мины к якорю и удержания её на определённом расстоянии от поверхности воды. Для удержания мины на определённой глубине вне зависимости от рельефа дна минреп наматывается на вьюшку (шпульку).
«Минреп» — класс тральщиков и название головного корабля серии в ВМФ Российской империи и СССР. Является первой серий судов, специально предназначенных для траления.